# Condado de Harvey
El condado de Harvey (en inglés: Harvey County) es un condado en el estado estadounidense de Kansas. En el censo de 2000 el condado tenía una población de 32.869 habitantes. Forma parte del área metropolitana de Wichita. La sede de condado es Newton. El condado fue fundado el 7 de marzo de 1872 y fue nombrado en honor a James M. Harvey, el quinto Gobernador de Kansas.

## Geografía
Según la Oficina del Censo, el condado tiene un área total de 1.400 km² (540 sq mi), de la cual 1.397 km² (539 sq mi) es tierra y 3 km² (1 sq mi) (0,22%) es agua.

### Condados adyacentes
- Condado de Marion (noreste)
- Condado de Butler (este)
- Condado de Sedgwick (sur)
- Condado de Reno (oeste)
- Condado de McPherson (noroeste)

## Demografía
En el  censo de 2000, hubo 32.869 personas, 12.581 hogares y 8.932 familias residiendo en el condado. La densidad poblacional era de 61 personas por milla cuadrada (24/km²). En el 2000 había 13.378 unidades habitacionales en una densidad de 25 por milla cuadrada (10/km²). La demografía del condado era de 91,04% blancos, 1,59% afroamericanos, 0,52% amerindios, 0,52% asiáticos, 0,03% isleños del Pacífico, 4,17% de otras razas y 2,14% de dos o más razas. 7,97% de la población era de origen hispano o latino de cualquier raza. 
La renta promedio para un hogar del condado era de $40.907 y el ingreso promedio para una familia era de $48.793. En 2000 los hombres tenían un ingreso medio de $35.037 versus $22.492 para las mujeres. La renta per cápita para el condado era de $18.715 y el 6,40% de la población estaba bajo el umbral de pobreza nacional.

## Ciudades y pueblos
| - Burrton - Halstead | - Hesston - Newton | - North Newton - Sedgwick | - Walton |